# Einband-Weltmeisterschaft 1992

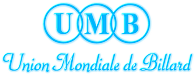
Logo UMB (ausrichtender Verband)

Veranstaltungsort: Duisburg

Die Einband-Weltmeisterschaft 1992 war das 14. Turnier in dieser Disziplin des Karambolagebillards und fand vom 22. bis zum 25. Oktober 1992 in Duisburg statt. Es war die erste Einband-Weltmeisterschaft in Deutschland.

## Geschichte
Erstmals wurde eine Einband-WM im bei den Spielern nicht sehr beliebten Satzsystem ausgetragen. Durch diverse Verliererrunden dauerten die Meisterschaftstage zum Teil bis weit nach Mitternacht. Das Finale, welches der Luxemburger Fonsy Grethen gegen Peter de Backer aus Belgien gewann, dauerte mehr als vier Stunden. Frédéric Caudron, vor dem Turnier allgemein als Titelfavorit gehandelt, verlor im Halbfinale überraschend gegen seinen Landsmann De Backer. Durch das Doppel-K.-o.-System konnte man nach einer Niederlage nicht mehr den Titel gewinnen. Das wurde einigen Deutschen zum Verhängnis. Am Ende belegten Fabian Blondeel, Wolfgang Zenkner und Thomas Wildförster bei der Heim-WM trotz teilweise sehr starker Leistungen die Plätze drei bis fünf.

## Modus
Gespielt wurde im Doppel-K.-o.-System mit 2 Gewinnsätzen bis 75 Punkte. Das Finale wurde mit 3 Gewinnsätzen gespielt. Es wurde ohne Nachstoß gespielt.

## Spiele
| Name               | MP  | SP  | 1. Satz | 2. Satz | 3. Satz | Pkte. | Aufn. | GD   | BSD   | HS |
| ------------------ | --- | --- | ------- | ------- | ------- | ----- | ----- | ---- | ----- | -- |
| Martin Horn        | 1:0 | 4:2 | 75/9    | 26/10   | 75/13   | 176   | 32    | 5,50 | 8,33  | 44 |
| Alain Rémond       | 0:1 | 2:4 | 71/8    | 75/11   | 71/12   | 217   | 31    | 7,00 | 6,81  | 32 |
| Henri Tilleman     | 0:1 | 2:4 | 75/8    | 22/5    | 49/12   | 146   | 25    | 5,80 | 9,37  | 26 |
| Fonsy Grethen      | 1:0 | 4:2 | 41/7    | 75/6    | 75/12   | 191   | 25    | 7,64 | 12,50 | 30 |
| Jos Bongers        | 0:1 | 0:4 | 24/8    | 65/10   |         | 89    | 18    | 4,94 | –     | 30 |
| Peter de Backer    | 1:0 | 4:0 | 75/8    | 75/11   |         | 150   | 19    | 7,89 | 9,37  | 20 |
| Yoichiro Mori      | 0:1 | 2:4 | 45/24   | 75/19   | 71/13   | 191   | 56    | 3,40 | 3,94  | 19 |
| Armin Grimm        | 1:0 | 4:2 | 75/24   | 61/19   | 75/13   | 211   | 56    | 3,80 | 5,76  | 23 |
| Julio José Jamad   | 0:1 | 0:4 | 37/17   | 8/4     |         | 45    | 21    | 2,14 | –     | 15 |
| Fabian Blondeel    | 1:0 | 4:0 | 75/17   | 75/5    |         | 150   | 22    | 6,81 | 15,00 | 42 |
| Franz Stenzel      | 0:1 | 0:4 | 16/8    | 39/8    |         | 55    | 16    | 3,42 | –     | 13 |
| Wolfgang Zenkner   | 1:0 | 4:0 | 75/8    | 75/9    |         | 150   | 17    | 8,82 | 9,37  | 34 |
| Egidio Vieia       | 0:1 | 0:4 | 27/12   | 26/4    |         | 53    | 16    | 3,31 | –     | 14 |
| Frédéric Caudron   | 1:0 | 4:0 | 75/12   | 75/5    |         | 150   | 17    | 8,82 | 15,00 | 47 |
| Fabian Oliveto     | 0:1 | 0:4 | 70/10   | 41/9    |         | 111   | 19    | 5,84 | –     | 20 |
| Thomas Wildförster | 1:0 | 4:0 | 75/10   | 75/10   |         | 150   | 20    | 7,50 | 15,00 | 39 |

| Name             | MP  | SP  | 1. Satz | 2. Satz | 3. Satz | Pkte. | Aufn. | GD   | BSD   | HS |
| ---------------- | --- | --- | ------- | ------- | ------- | ----- | ----- | ---- | ----- | -- |
| Franz Stenzel    | 1:0 | 4:2 | 75/9    | 60/14   | 75/10   | 210   | 33    | 6,36 | 8,33  | 41 |
| Julio José Jamad | 0:1 | 2:4 | 31/8    | 75/15   | 43/9    | 149   | 32    | 4,65 | 5,00  | 17 |
| Alain Rémond     | 0:1 | 0:4 | 72/8    | 61/10   |         | 133   | 18    | 7,38 | –     | 53 |
| Henri Tilleman   | 1:0 | 4:0 | 75/8    | 75/11   |         | 150   | 19    | 7,89 | 9,37  | 32 |
| Yoichiro Mori    | 0:1 | 0:4 | 32/7    | 33/10   |         | 65    | 17    | 3,82 | –     | 17 |
| Jos Bongers      | 1:0 | 4:0 | 75/7    | 75/11   |         | 150   | 18    | 8,33 | 10,71 | 28 |
| Egidio Vieia     | 1:0 | 4:0 | 75/14   | 75/12   |         | 150   | 26    | 5,76 | 6,25  | 35 |
| Fabian Oliveto   | 0:1 | 0:4 | 30/13   | 48/12   |         | 78    | 25    | 3,12 | –     | 16 |

| Name               | MP  | SP  | 1. Satz | 2. Satz | 3. Satz | Pkte. | Aufn. | GD   | BSD   | HS |
| ------------------ | --- | --- | ------- | ------- | ------- | ----- | ----- | ---- | ----- | -- |
| Wolfgang Zenkner   | 1:0 | 4:0 | 75/10   | 75/6    |         | 150   | 16    | 9,37 | 12,50 | 40 |
| Fabian Blondeel    | 0:1 | 0:4 | 36/9    | 65/6    |         | 101   | 15    | 6,73 | –     | 26 |
| Fonsy Grethen      | 1:0 | 4:2 | 56/8    | 75/8    | 75/10   | 206   | 26    | 7,92 | 9,37  | 25 |
| Martin Horn        | 0:1 | 2:4 | 75/8    | 35/81   | 25/9    | 135   | 25    | 5,40 | 9,37  | 23 |
| Peter de Backer    | 1:0 | 4:0 | 75/15   | 75/10   |         | 150   | 25    | 6,00 | 7,50  | 25 |
| Armin Grimm        | 0:1 | 0:4 | 50/14   | 29/10   |         | 79    | 24    | 3,29 | –     | 17 |
| Thomas Wildförster | 0:1 | 2:4 | 34/5    | 75/7    | 67/9    | 176   | 21    | 8,38 | 10,71 | 24 |
| Frédéric Caudron   | 1:0 | 4:2 | 75/5    | 46/7    | 75/9    | 196   | 21    | 9,33 | 15,00 | 52 |

| Name               | MP  | SP  | 1. Satz | 2. Satz | 3. Satz | Pkte. | Aufn. | GD    | BSD   | HS |
| ------------------ | --- | --- | ------- | ------- | ------- | ----- | ----- | ----- | ----- | -- |
| Fabian Blondeel    | 1:0 | 4:0 | 75/7    | 75/5    |         | 150   | 12    | 12,50 | 15,00 | 36 |
| Egidio Vieia       | 0:1 | 0:4 | 35/6    | 16/5    |         | 51    | 11    | 4,63  | –     | 14 |
| Jos Bongers        | 1:0 | 4:2 | 75/11   | 18/2    | 75/5    | 168   | 18    | 9,33  | 15,00 | 43 |
| Martin Horn        | 0:1 | 2:4 | 50/10   | 75/3    | 6/4     | 131   | 17    | 7,70  | 25,00 | 67 |
| Henri Tilleman     | 1:0 | 4:0 | 75/3    | 75/11   |         | 150   | 14    | 10,71 | 25,00 | 60 |
| Armin Grimm        | 0:1 | 0:4 | 15/2    | 27/11   |         | 42    | 13    | 3,23  | –     | 13 |
| Franz Stenzel      | 0:1 | 2:4 | 75/8    | 48/9    | 34/8    | 157   | 25    | 6,28  | 9,37  | 33 |
| Thomas Wildförster | 1:0 | 4:2 | 46/7    | 75/10   | 75/8    | 196   | 25    | 7,84  | 9,37  | 55 |

| Name             | MP  | SP  | 1. Satz | 2. Satz | 3. Satz | Pkte. | Aufn. | GD    | BSD   | HS |
| ---------------- | --- | --- | ------- | ------- | ------- | ----- | ----- | ----- | ----- | -- |
| Fonsy Grethen    | 1:0 | 4:2 | 75/9    | 67/13   | 75/14   | 217   | 36    | 6,02  | 8,33  | 38 |
| Wolfgang Zenkner | 0:1 | 2:4 | 34/8    | 75/14   | 70/13   | 179   | 35    | 5,10  | 5,35  | 23 |
| Peter de Backer  | 1:0 | 4:2 | 75/7    | 43/3    | 75/5    | 193   | 15    | 12,90 | 15,00 | 43 |
| Frédéric Caudron | 0:1 | 2:4 | 55/6    | 75/4    | 28/4    | 158   | 14    | 11,28 | 18,75 | 57 |

| Name               | MP  | SP  | 1. Satz | 2. Satz | 3. Satz | Pkte. | Aufn. | GD    | BSD   | HS |
| ------------------ | --- | --- | ------- | ------- | ------- | ----- | ----- | ----- | ----- | -- |
| Jos Bongers        | 0:1 | 2:4 | 75/3    | 27/7    | 63/3    | 165   | 13    | 12,46 | 25,00 | 69 |
| Fabian Blondeel    | 1:0 | 4:2 | 15/2    | 75/8    | 75/3    | 165   | 13    | 12,46 | 25,00 | 30 |
| Henri Tilleman     | 0:1 | 2:4 | 75/4    | 25/6    | 65/9    | 165   | 19    | 8,68  | 18,75 | 37 |
| Thomas Wildförster | 1:0 | 4:2 | 17/3    | 75/7    | 75/9    | 167   | 19    | 8,78  | 10,71 | 60 |
| Wolfgang Zenkner   | 1:0 | 4:0 | 75/5    | 75/6    |         | 150   | 11    | 13,63 | 15,00 | 41 |
| Thomas Wildförster | 0:1 | 0:4 | 37/4    | 16/6    |         | 53    | 10    | 5,30  | –     | 17 |
| Fabian Blondeel    | 1:0 | 4:0 | 75/3    | 75/7    |         | 150   | 10    | 15,00 | 25,00 | 71 |
| Frédéric Caudron   | 0:1 | 0:4 | 41/2    | 68/7    |         | 109   | 9     | 12,11 | –     | 35 |

| Name             | MP  | SP  | 1. Satz | 2. Satz | 3. Satz | Pkte. | Aufn. | GD   | BSD   | HS |
| ---------------- | --- | --- | ------- | ------- | ------- | ----- | ----- | ---- | ----- | -- |
| Fabian Blondeel  | 1:0 | 4:2 | 75/7    | 29/10   | 75/5    | 179   | 22    | 8,13 | 15,00 | 39 |
| Wolfgang Zenkner | 0:1 | 2:4 | 35/6    | 75/11   | 12/4    | 122   | 21    | 5,80 | 6,81  | 33 |

| Name            | MP  | SP  | 1. Satz | 2. Satz | 3. Satz | 4. Satz | Pkte. | Aufn. | GD   | BSD   | HS |
| --------------- | --- | --- | ------- | ------- | ------- | ------- | ----- | ----- | ---- | ----- | -- |
| Fonsy Grethen   | 1:0 | 6:2 | 75/4    | 63/7    | 75/12   | 75/10   | 288   | 33    | 8,72 | 18,75 | 44 |
| Peter de Backer | 0:1 | 2:6 | 13/3    | 75/8    | 55/11   | 73/10   | 216   | 32    | 6,75 | 9,37  | 23 |

## Abschlusstabelle
| MP    | Match Points (Sieger = 2; Unentschieden = 1; Verlierer = 0) |
| Pkte. | Erzielte Karambolagen                                       |
| Aufn. | Benötigte Versuche                                          |
| GD    | Generaldurchschnitt                                         |
| BED   | Bester Einzeldurchschnitt eines Spielers                    |
| HS    | Höchstserie                                                 |
|       | Bester GD des Turniers                                      |
|       | Bester ED des Turniers                                      |
|       | Beste HS des Turniers                                       |
|       | 1. Platz (Gold)                                             |
|       | 2. Platz (Silber)                                           |
|       | 3. Platz (Bronze)                                           |

| Platz                     | Name               | Spiele | MP  | SP    | Pkte | Aufn. | GD    | BED   | BSD   | HS |
| ------------------------- | ------------------ | ------ | --- | ----- | ---- | ----- | ----- | ----- | ----- | -- |
| 1                         | Fonsy Grethen      | 4      | 4:0 | 18:8  | 902  | 120   | 7,51  | 8,72  | 18,75 | 44 |
| 2                         | Peter de Backer    | 4      | 3:1 | 14:8  | 709  | 91    | 7,79  | 12,90 | 15,00 | 43 |
| 3                         | Fabian Blondeel    | 6      | 5:1 | 20:8  | 895  | 94    | 9,52  | 15,00 | 25,00 | 71 |
| 4                         | Wolfgang Zenkner   | 5      | 3:2 | 16:8  | 751  | 100   | 7,51  | 13,63 | 15,00 | 41 |
| 5                         | Thomas Wildförster | 5      | 3:2 | 14:12 | 742  | 95    | 7,81  | 8,78  | 10,71 | 60 |
| 6                         | Frédéric Caudron   | 4      | 2:2 | 10:10 | 613  | 61    | 10,04 | 9,33  | 18,75 | 57 |
| 7                         | Henri Tilleman     | 4      | 2:2 | 12:8  | 611  | 77    | 7,93  | 10,71 | 25,00 | 60 |
| 8                         | Jos Bongers        | 4      | 2:2 | 10:10 | 572  | 67    | 8,53  | 9,33  | 25,00 | 69 |
| 9                         | Martin Horn        | 3      | 1:2 | 8:10  | 442  | 74    | 5,97  | 5,50  | 25,00 | 67 |
| 10                        | Franz Stenzel      | 3      | 1:2 | 6:10  | 422  | 74    | 5,70  | 6,36  | 9,37  | 41 |
| 11                        | Egidio Vieia       | 3      | 1:2 | 4:8   | 254  | 53    | 4,79  | 5,76  | 6,25  | 35 |
| 12                        | Armin Grimm        | 3      | 1:2 | 4:10  | 332  | 93    | 3,56  | 3,80  | 5,76  | 23 |
| 13                        | Alain Rémond       | 2      | 0:2 | 2:8   | 350  | 49    | 7,14  | –     | 6,81  | 53 |
| 14                        | Julio José Jamad   | 2      | 0:2 | 2:8   | 194  | 53    | 3,66  | –     | 5,00  | 17 |
| 15                        | Yoichiro Mori      | 2      | 0:2 | 2:8   | 256  | 73    | 3,50  | –     | 3,94  | 19 |
| 16                        | Fabian Oliveto     | 2      | 0:2 | 0:8   | 189  | 44    | 4,29  | –     | –     | 20 |
| Turnierdurchschnitt: 6,76 |                    |        |     |       |      |       |       |       |       |    |